# Neoachiropsetta milfordi
Genre
Espèce
Neoachiropsetta milfordi est une espèce de flets de la famille des Achiropsettidae, le seul représentant du genre Neoachiropsetta (monotypique).
On le trouve dans les eaux antarctiques, dans des profondeurs variant entre 100 et 1 000 m.
Il a une taille comprise entre 30 et 60 cm de longueur.
Ce flet a les deux yeux sur le côté gauche de la tête. Il a la forme d'un ovale aplati typique du flet avec les nageoires dorsales et anales formant une frange presque tout autour du corps. Il est plus ovale que la plupart des autres flets, et n'a pas d'écailles.
Il est de couleur blanc-brun pâle.